# Pomona (Zeitschrift)
Pomona (vollständiger Name: Pomona für Teutschlands Töchter) war eine deutsche monatliche Frauenzeitschrift in der Zeit der Aufklärung. Die erste Ausgabe erschien 1783 in Speyer, die Zeitschrift wurde 1784 eingestellt.
Im Vorwort der ersten Ausgabe schrieb Sophie von La Roche: „Das ‚Magazin für Frauenzimmer‘ und das ‚Jahrbuch für Denkwürdigkeiten für das schöne Geschlecht‘ zeigen meinen Leserinnen, was teutsche Männer uns nützlich und gefällig erachten, ‚Pomona‘ wird Ihnen sagen, was ich als Frau dafür halte“.
Während es in anderen Frauenjournalen dieser Zeit um Mode, Schönheit und darum ging, wie sich Frauen zu verhalten haben, standen bei Pomona philosophische Texte über Erziehung und Bildung im Vordergrund. Die Leserinnen bekamen Informationen über die Themen Gesundheit, Medizin, Ernährung, Kunst und Porträts erfolgreicher Frauen sowie eine Leserbrief- und Ratgeberkolumne.
La Roche gab Hinweise für Haushalt und Schlafzimmer, womit sie den weiblichen Nerv der Zeit traf. Die russische Zarin Katharina die Große, Vertreterin des Aufgeklärten Absolutismus, kaufte kurzerhand 500 Abonnements der Zeitschrift, um sie an ihrem Hof zu verteilen. Schon im Vorwort des ersten Heftes macht La Roche klar, dass sie den von Männern herausgegebenen Frauenzeitschriften ein Blatt gegenüberstellen will, das von einer Frau geleitet ist. Mit Pomona wollte La Roche vor allem die weibliche Bildung verbessern. Dazu dienten auch Sonderhefte zu einem bestimmten Land, die mit kulturhistorischen Betrachtungen gefüllt waren. Auch weitere Lektüre-Empfehlungen wurden gegeben.
Die Zeitschrift gehörte zu einer ersten Gruppe von deutschen Frauenzeitschriften, die eine weibliche Leserschaft aus dem gehobenen Bürgertum und ländlichen Adel mobilisierten und bald auch Frauen die – zumeist anonyme – Publikation von Beiträgen ermöglichten.

## Ausgaben
- Pomona, 1783–1784,  Nachdruck, A.Francke 1987, 2381 Seiten ISBN 978-3-7720-1918-0. Vorwort von Jürgen Vorderstemann
- Pomona, 1783–1784,  Microfiche Ausgabe ISBN 3-598-51599-5

## Digitalisate
- Pomona für Teutschlands Töchter von Sophie von La Roche (Speyer: Ender, 1783–1784): Digitalisate der Bayerischen Staatsbibliothek